# Chrysotus sibiricus
Chrysotus sibiricus är en tvåvingeart som beskrevs av Negrobov och Maslova 1995. Chrysotus sibiricus ingår i släktet Chrysotus och familjen styltflugor. Inga underarter finns listade i Catalogue of Life.